# 2848 ASP
2848 ASP (1959 VF) là một tiểu hành tinh vành đai chính được phát hiện ngày 8 tháng 11 năm 1959 bởi Đài thiên văn Goethe Link ở Brooklyn.